# Carlotta Ferlito
Carlotta Ferlito (Catania, 15 febbraio 1995) è un'ex ginnasta italiana.
Ha partecipato ai Giochi olimpici giovanili di Singapore, alle Olimpiadi di Londra 2012 e di Rio de Janeiro 2016, ai Mondiali di Tokyo 2011, Anversa 2013 e Glasgow 2015, oltre che a quattro edizioni dei campionati europei. È la prima ginnasta italiana ad aver eseguito il "Mustafina" al corpo libero (triplo giro in impugnata, Difficoltà E).
È conosciuta anche per la sua partecipazione al programma Ginnaste - Vite parallele.
Dal 2012 al 2019 è stata caporale dell'Esercito Italiano, membro della squadra femminile del Centro sportivo olimpico dell'Esercito.

## Biografia
Nata a Catania, in Sicilia, in una famiglia che aveva già militato nel mondo sportivo: suo padre Massimo Ferlito era stato infatti membro della nazionale giovanile di pallanuoto, il nonno paterno un calciatore che giocò in Serie A nel Catania, e il nonno materno un pilota di guida Ferrari nella Targa Florio. Insieme al fratello Gianpaolo e alla sorella Ludovica, viene introdotta agli sport acquatici, ma mentre il primo pratica pallanuoto, e la seconda nuoto sincronizzato, Carlotta deve presto abbandonare le piscine a causa dell'asma di cui soffre. Inizialmente in compagnia di sua sorella, comincia quindi a praticare ginnastica all'età di quasi 6 anni, nella società Katana, seguita dai tecnici Maurizio Ferullo e Maria Cocuzza.
Il padre è un imprenditore edile e la madre una farmacista. Trasferitasi da sola da Catania a Milano all'età di dodici anni, Carlotta Ferlito ha inizialmente vissuto con una famiglia ospitante del luogo per poi trasferirsi al Green Hotel di Milano, un residence poco distante dalla palestra, in cui ha abitato per i successivi cinque anni fin quando è andata a vivere con i fratelli nel frattempo iscritti a corsi universitari nella capitale lombarda. Si è diplomata all'età di diciotto anni studiando seralmente con professori privati in palestra e sostenendo esami di idoneità semestrali in licei paritari a indirizzo linguistico.

## Carriera junior
Nel 2003 si trasferisce alla società La Salle Gym di Acireale, dove, allenata dal direttore tecnico della società Giuseppina Strano insieme al team Ferullo e Cocuzza, ottiene vittorie a livello interregionale e nazionale: all'età di 8 anni cominciano le prime convocazioni nella nazionale juniores; nell'estate del 2003 partecipa al suo primo ritiro nazionale, in Romagna.
Nel 2005, con La Salle Gym, in occasione dei campionati italiani di categoria a Firenze, vince la medaglia d'argento nel concorso generale individuale e ottiene il punteggio più alto alla trave. L'anno successivo compete ai campionati di categoria di Ancona, dove vince la medaglia di bronzo nel concorso generale.
Nel 2007 decide di trasferirsi a Milano, a causa della mancanza di strutture adeguate in Sicilia, per continuare a praticare ginnastica artistica ad alto livello.
Il 9 febbraio 2008 prende parte alla prima tappa di Serie A1 di Pavia, la sua GAL Lissone arriva terza con un punteggio di 108.900. individualmente ottiene: 13.600 volteggio, 11.400 alle parallele, 14.300 alla trave e 12.450 al corpo libero.
Il 1º marzo 2008 partecipa alla seconda tappa di Serie A1 svoltasi a Genova, qui con la sua GAL Lissone ottiene un punteggio di 111.000 arrivando seconda dietro la Brixia Brescia. individualmente ottiene: 13.450 volteggio, 11.450 alle parallele, 13.400 alla trave e 13.150 al corpo libero.
Il 27 aprile 2008 partecipa alla quarta e ultima tappa di Serie A1 svoltasi a Mortara, qui con la sua GAL Lissone ottiene un punteggio di 114.700 arrivando seconda dietro la Brixia Brescia, che con il punteggio di 116.500 conquista anche il suo nono scudetto. individualmente ottiene: 13.750 volteggio, 11.500 alle parallele, 14.550 alla trave e 13.650 al corpo libero.
L'esordio internazionale giunge nel maggio del 2008 durante un incontro amichevole in Svizzera a cui prendono parte tre nazionali giovanili (Italia, Svizzera e Francia). Vince la medaglia d'oro nel concorso a squadre e la medaglia di bronzo nel concorso individuale.

### 2009: Gymnasiadi di Doha
Il 15 febbraio 2009 partecipa alla prima tappa di Serie A1 svoltasi a Pavia, qui con la sua GAL Lissone ottiene un punteggio di 119.350 arrivando seconda dietro la Brixia Brescia che ottiene 124.600. individualmente ottiene: 13.500 volteggio, 11.700 alle parallele, 13.900 alla trave e 13.500 al corpo libero.
Il 1º marzo 2009 partecipa alla seconda tappa di Serie A1 svoltasi a Genova, qui la sua GAL Lissone ottiene un punteggio di 121.800 arrivando ancora una volta seconda dietro la Brixia Brescia che ottiene 124.050. individualmente ottiene: 13.500 volteggio, 13.750 alla trave e 13.750 al corpo libero.
Il 19 aprile 2009 partecipa alla terza tappa di Serie A1 svoltasi a Modena, qui arriva ancora una volta seconda con la sua GAL Lissone ottenendo un punteggio di 124.000 arrendendosi solo davanti alla Brixia Brescia che ottiene 125.450. individualmente ottiene: 13.700 volteggio, 11.400 alle parallele, 14.500 alla trave e 14.000 al corpo libero.
Nel dicembre del 2009 partecipa alle Gymnasiadi di Doha. Nel concorso a squadre vince la medaglia d'argento, dietro alla formazione russa, insieme alle compagne di squadra Andrea Foti, Giulia Leni, Chiara Gandolfi ed Eleonora Rando. Vince anche la medaglia d'argento alla trave, con solo 0.025 punti di differenza dalla russa Aliyà Mustafina, che vince l'oro.

### 2010: successo ai Giochi olimpici giovanili
Come prima competizione dell'anno, partecipa alla prima gara della Serie A1, tenutasi a Firenze; la GAL Lissone batte la Brixia Brescia e arriva prima. Individualmente, Carlotta svolge una buonissima trave che frutta alla squadra 14.650 punti. La settimana seguente, il 27 e 28 febbraio, prende parte e vince il Campionato Interregionale di Categoria.
A marzo compete al Trofeo Città di Jesolo, un quadrangolare con Russia, Giappone e Gran Bretagna. Compete in tutti e quattro gli attrezzi e arriva decima nella classifica generale con 54.500 punti (ed è la terza classificata italiana, dietro ad Erika Fasana e Andrea Foti). L'Italia (221.500), in una competizione vinta dalla Russia per pochi decimi di scarto (223.250), chiude al secondo posto precedendo Giappone (217.750) e Gran Bretagna (202.800).
All'ultima giornata di Serie A1 a Genova, la GAL Lissone arriva seconda con 124.450 e perde lo Scudetto, che viene vinto assieme alla tappa (con un punteggio di 125.900) dalla Brixia Brescia. Individualmente la Ferlito ottiene: 13.750 volteggio, 12.800 alle parallele, 14.200 alla trave e 13.500 al corpo libero).
Agli Europei juniores di Birmingham, Carlotta partecipa insieme alle compagne di squadra Erika Fasana, Francesca Deagostini, Giulia Leni (e Andrea Foti, impossibilitata a partecipare a causa di un risentimento muscolare). L'Italia juniores si aggiudica la medaglia di bronzo a squadre nella gara di apertura (164.700), mentre individualmente la Ferlito si qualifica settima nel concorso individuale (53.725) e quarta alla trave (14.050). Una caduta alla trave durante entrambe le finali le costano l'ottavo posto (individuale: 52.200 - trave: 12.500). In occasione della finale al concorso generale ottiene il pass per i primi Giochi Olimpici Giovanili.
Sono i giochi olimpici giovanili di Singapore del 2010 a consacrare Carlotta tra le migliori ginnaste a livello internazionale. Durante le qualifiche ottiene il terzo posto nel concorso generale e centra l'accesso a tutte e quattro le finali di specialità.
Il 19 agosto vince la medaglia di bronzo nel concorso generale con il punteggio di 55.300 dietro la russa Viktorija Komova e la cinese Tan Sixin. Il 21 agosto partecipa alla finale alle parallele asimmetriche dove un piccolo errore non la fa andare oltre la sesta posizione. Lo stesso giorno vince la medaglia di bronzo al volteggio dietro la russa Viktorija Komova e la spagnola Vargas. Il 22 agosto vince la medaglia d'argento nella finale alla trave, dietro la cinese Sixin, con una prova perfetta priva di imperfezioni e ottenendo il suo record personale (14.825 punti).

Con 3 medaglie (due di bronzo e una d'argento), risulta l'atleta più medagliata di tutta la spedizione CONI a Singapore.

## Carriera senior

### 2011: Campionati Europei e Mondiali
Il 5 marzo partecipa alla seconda tappa di Serie A1 a Bari. La GAL Lissone si posiziona al primo posto della classifica a squadre (con 164.450 punti) davanti alla Brixia Brescia e alla Pro Lissone. Individualmente, con un punteggio complessivo di 54.900 (13.800 al volteggio, 13.300 alle parallele, 14.100 alla trave e 13.700 al corpo libero), arriva al secondo posto nella classifica "virtuale" dell'evento.
La sua prima competizione internazionale da senior è il Trofeo Città di Jesolo, un triangolare con Russia e Stati Uniti d'America. Compete in tutti e quattro gli attrezzi e arriva quinta nella classifica generale (con 55.600 punti è al primo posto tra le convocate italiane e batte tutte le atlete russe). L'Italia (212.800), in una competizione vinta pienamente dagli Stati Uniti d'America (232.250), chiude al secondo posto precedendo la Russia Campione del Mondo (210.200).
Per la terza tappa di Serie A1 svoltasi a Padova il 16 aprile, con un punteggio complessivo di 163.500, la GAL Lissone stacca la seconda classificata di 7.250 decimi. Individualmente arriva ancora seconda nella classifica "virtuale" individuale con 56.300 punti grazie a delle buone prestazioni alla trave (14.600), volteggio (14.050), Parallele asimmetriche (13.800) e corpo libero (13.850).
Con la GAL Lissone vince il suo primo scudetto di Serie A1, il decimo della storia della squadra che le vale la stella, salendo sul podio davanti alla Pro Lissone e all'Artistica '81.
Il 27 maggio compete ai Campionati Assoluti di Meda. Grazie a dei buoni esercizi in tutti e quattro gli attrezzi, con 56.350 punti, diventa vicecampionessa italiana. Inoltre, si qualifica per la finale al volteggio (13.750 punti), alle parallele asimmetriche (13.250 punti), alla trave (14.650 punti) e al corpo libero (14.500 punti). Il giorno successivo, durante le finali di specialità diventa campionessa italiana alla trave e al corpo libero. In questo attrezzo, sia Carlotta che Vanessa arrivano prime con lo stesso parziale d'esecuzione. Da regolamento, la medaglia d'oro viene assegnata alla ginnasta più giovane, ovvero Carlotta che vince così la seconda medaglia d'oro dei Campionati Italiani. Vince la medaglia d'argento al volteggio (13.750 punti) e, a causa di una caduta, arriva ottava alle parallele asimmetriche (11.800 punti).

#### Campionati Europei di Berlino
Viene convocata per far parte della squadra che parteciperà ai Campionati Europei di Berlino. Con 14.800 e 13.825 punti si qualifica rispettivamente al terzo posto per la finale alla trave e al sesto posto per la finale al corpo libero. Inoltre, senza particolari errori, Carlotta finisce davanti a Vanessa Ferrari nella classifica provvisoria del concorso generale individuale con uno stacco di un decimo e mezzo (55.375/55.225). Nella finale individuale, migliorando le prestazioni delle qualificazioni, conclude al quinto posto con 55.825, prima tra le italiane, mentre alla trave, con un buonissimo 14.500, vince la medaglia d'argento dietro la russa Anna Dement'eva e davanti alla connazionale Elisabetta Preziosa, che vince il bronzo. Lo stesso giorno disputa la finale al corpo libero, dove con una buona prova raggiunge la sesta posizione, in una gara vinta dalla campionessa olimpica Sandra Izbașa.

#### Campionati Mondiali di Tokyo
Partecipa, nell'ottobre 2011, ai Campionati Mondiali di Tokyo, prima tappa di qualificazioni per le Olimpiadi. Le prime otto squadre classificate nel concorso maschile e femminile si qualificheranno direttamente per il concorso a squadre dei Giochi, quelle classificate tra il nono e il sedicesimo posto parteciperanno al Test Event Pre-Olimpico, in programma tra il 10 e il 18 gennaio 2012, che qualificherà altre quattro squadre.
La squadra italiana, ottenendo complessivamente 219.578 punti, chiude in 9ª posizione nel concorso di qualificazione ai Campionati del Mondo di Tokyo e manca per un soffio la finale ad otto, nonché l'ammissione diretta ai Giochi Olimpici di Londra. Nel concorso individuale, Carlotta si qualifica alla ventiquattresima e ultima posizione (con 54.332 supera la 25ª classificata Marine Brevet di un millesimo). Nella finale individuale conclude al 14º posto con un buon 55.082 sporcato da alcuni errori alle parallele asimmetriche (12.866 punti) e al corpo libero (13.400 punti). Buona prestazione al volteggio con 14.300 e ottima la prestazione alla trave dove, con 14.616 punti, si sarebbe potuta giocare la finale nella sua specialità.

### 2012: le Olimpiadi e il bronzo europeo
L'11 gennaio 2012 ha partecipato ai Test Event di Londra, ultima prova di qualificazione per le Olimpiadi del 2012. Alla trave, con una buona prestazione, ottiene il suo punteggio più alto della competizione (14.533 punti). Al volteggio ottiene 14.100 punti, alle parallele asimmetriche 13.433 punti e al corpo libero un buon 14.066. Totalizza così 56.132 punti e arriva terza al concorso generale individuale dietro alle connazionali Vanessa Ferrari ed Erika Fasana. La squadra italiana, inoltre, conquista il diritto a partecipare alle Olimpiadi di Londra, essendosi qualificata al primo posto nel concorso generale a squadre (con 224.621 punti) davanti a Canada e Francia.
Il 13 gennaio, durante la seconda giornata di finale ad attrezzo dei Test Event, Carlotta compete sia alla trave che al corpo libero. L'azzurra conquista la medaglia d'oro nel primo attrezzo con 14.500 punti, a pari merito con la greca Vasilikī Millousī. Al corpo libero, in cui la connazionale Vanessa Ferrari vince l'oro, nonostante una buona performance (13.966 punti) arriva al quinto posto.
Il 10 marzo partecipa alla prima tappa di Serie A1 a Bari. Queste gare di campionato, insieme al Trofeo Città di Jesolo che si svolgerà alla fine del mese corrente, sono delle prove che serviranno per decidere i nomi degli atleti che parteciperanno alle Olimpiadi. La GAL Lissone, società di cui fa parte Carlotta, si posiziona al terzo posto nella classifica a squadre (punteggio complessivo: 159,150) dietro alla vincente Brixia Brescia (166,950) e alla Pro Lissone (159,250). Individualmente, con un punteggio complessivo di 55.900, arriva al secondo posto nella classifica "virtuale" dell'evento. Inoltre, alla pari con Vanessa Ferrari, ottiene il punteggio più alto alla trave (14,800 punti). Buone anche le prestazioni negli altri attrezzi, in cui ha portato alcuni esercizi semplificati: 13,450 punti al corpo libero, 13,550 alle parallele asimmetriche e 14.100 al volteggio.
Nella seconda tappa di Serie A1 svoltasi a Firenze il 24 marzo, con un punteggio complessivo di 161.300, la GAL Lissone si aggiudica la vittoria. Individualmente, Carlotta svolge dei buoni esercizi al volteggio (14,150 punti), trave (14,600 punti) e parallele asimmetriche (13,700 punti). Un errore durante un avvitamento al corpo libero la fa cadere e le fa concludere l'esercizio con 12,950 punti. Come per la precedente giornata di Campionato, finisce il concorso generale "virtuale" al secondo posto (55,400 punti).

Partecipa al Trofeo Città di Jesolo del 31 marzo, competendo in tutti e quattro gli attrezzi e arrivando ottava nella classifica generale individuale (56,550 punti, al primo posto tra le convocate italiane). Grazie ad una buonissima prestazione alla trave, ottiene il secondo punteggio più alto dell'attrezzo: 15.200 punti. Buone anche le prestazioni al volteggio (14.400 punti), parallele asimmetriche (13.200) e corpo libero (13.750). L'Italia, con un punteggio complessivo di 224.250, chiude al secondo posto.

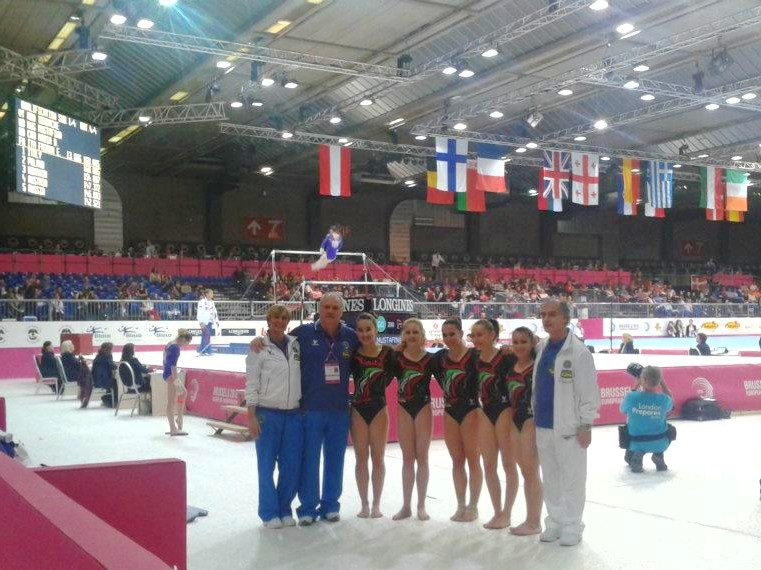
La Nazionale italiana ai Campionati europei di ginnastica artistica femminile 2012

Il 21 aprile compete nella finale di Serie A1, portando la GAL Lissone alla vittoria del secondo scudetto di fila e all'undicesimo assoluto della sua storia. Individualmente vince il concorso generale individuale "virtuale", grazie a delle buone prestazioni in tutti e quattro gli attrezzi: 14.200 al volteggio, 13.850 alle parallele asimmetriche, 15.100 alla trave e 14.000 al corpo libero.
Viene convocata per far parte della squadra nazionale che competerà ai Campionati Europei di Bruxelles dal 9 al 13 maggio. Con l'Italia, grazie ad un punteggio complessivo di 168.005, si qualifica per la finale a squadre al quarto posto dietro Romania, Russia e Gran Bretagna. Individualmente, a causa di alcuni sbilanciamenti di troppo non riesce a centrare la finale alla trave, dove la vicecampionessa continentale uscente, con il punteggio di 14.466, resta fuori per 9 millesimi di punto e diventa la prima riserva. Il 12 maggio, con un punteggio complessivo di 171.430, conquista il bronzo nella finale a squadre.

Il 16 giugno compete ai Campionati Assoluti di Catania. Grazie a dei buoni esercizi in tutti e quattro gli attrezzi, con 55.950 punti, diventa vicecampionessa nazionale. Inoltre, si qualifica per la finale alla trave (14,650 punti), corpo libero (14,000 punti) e parallele asimmetriche (13,250 punti). Il 17 giugno, durante le finali di specialità, diventa campionessa italiana alla trave per la seconda volta consecutiva con 14.900 punti, staccando di 7 decimi la seconda classificata Elisa Meneghini. Con delle buone prestazioni arriva quarta al corpo libero (13,200 punti a causa di un'uscita dalla pedana) e alle parallele asimmetriche (13,500 punti).

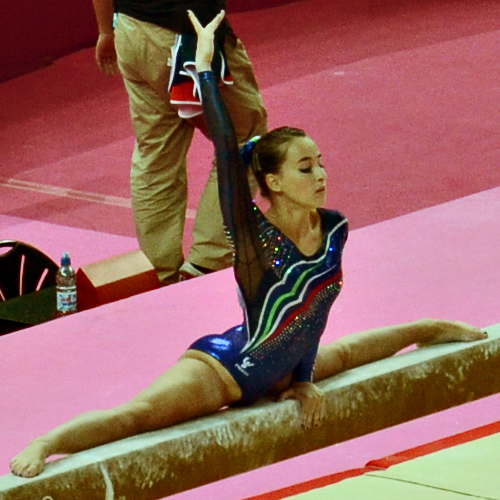
Carlotta Ferlito alle Olimpiadi di Londra 2012

#### Olimpiadi di Londra 2012
Il 18 luglio 2012, insieme alle connazionali Vanessa Ferrari, Erika Fasana, Giorgia Campana ed Elisabetta Preziosa entra a far parte della squadra olimpica che parteciperà ai Giochi della XXX Olimpiade.
Il 29 luglio, con la giornata di qualificazione femminile, inizia la sua avventura olimpica. Compete in tutti e quattro gli attrezzi e contribuisce a far qualificare la squadra italiana al settimo posto, con un complessivo di 168,397: è la prima qualificazione ad una finale olimpica a squadre per l'Italia. Individualmente svolge dei buoni esercizi al volteggio (14,100) e alla trave (14,425), ma al corpo libero esce di pedana e ottiene 13,900 punti. Col punteggio complessivo di 55,500 riesce a qualificarsi al ventesimo posto nella finale del concorso completo, e come seconda riserva alla trave. Il 31 luglio compete nuovamente su tre attrezzi per la finale a squadre; la squadra italiana conquista il 7º posto: la Ferlito ottiene 14,300 al volteggio, 14,366 alla trave e 14,100 al corpo libero.
Il 2 agosto partecipa alla finale individuale: comincia alla trave con un ottimo esercizio da 14,766, per poi cimentarsi al corpo libero, dove sbaglia un triplo avvitamento ottenendo un non soddisfacente 12,733. La gara risulta compromessa e, visibilmente delusa, ottiene 14,166 al volteggio e 13,433 alle parallele. Chiude al 21º posto con 55,098 punti.

#### Post-Olimpiadi
Il 31 ottobre 2012, a tre mesi dalle Olimpiadi di Londra, torna a competere in campo internazionale partecipando alla 29ª edizione del Memorial Gander. Con degli esercizi semplificati, esegue dei buoni esercizi a trave (13.900), corpo libero (13.400) e volteggio (13.900), classificandosi seconda nella classifica generale, dietro solo alla svizzera Giulia Steingruber.

### 2013: Europei e mondiali
Il 23 febbraio 2013 prende parte alla seconda tappa di Serie A1 GAF 2013 con la GAL Lissone, porta degli esercizi semplificati e ottiene 14.100 al volteggio, 14.550 alla trave e 12.800 al corpo libero.

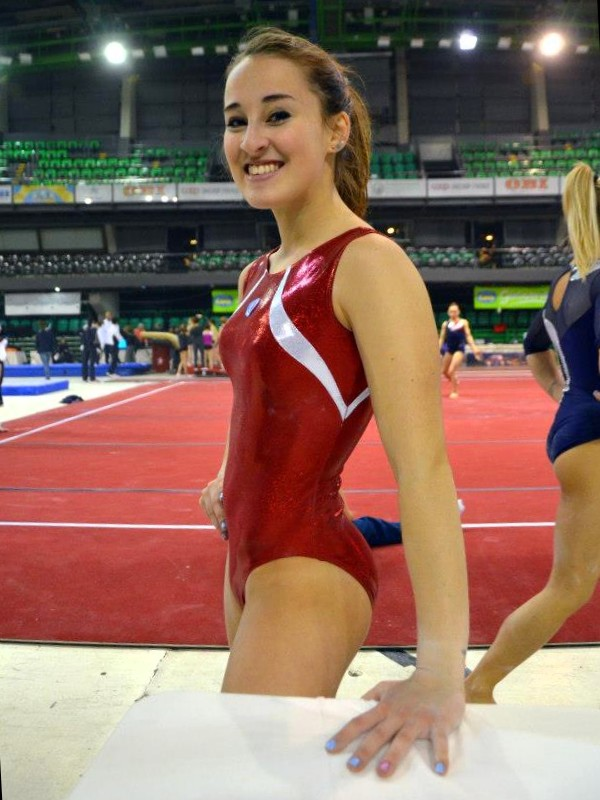
Carlotta Ferlito alla prova di Firenze del Campionato di Serie A1 2013.

Il 16 e 17 marzo 2013 compete all'Internationaux de France, tappa valida per il circuito di Coppa del mondo. Dopo la prima giornata di gara, Carlotta riesce a qualificarsi a trave e corpo libero dove vince rispettivamente l'oro (14.300), davanti alla connazionale Vanessa Ferrari, e il bronzo (13.733), dietro alla russa Ksenija Afanas'eva e alla rumena Diana Bulimar.
Il 6 aprile prende parte alla quarta e ultima tappa di Serie A1 GAF 2013 vincendo il terzo scudetto di fila con la GAL Lissone e il 12 assoluto (che vale il sorpasso nei confronti della Brixia Brescia, ferma a 11, nell'albo d'oro federale). Individualmente, con un totale di 56.150, ottiene il secondo posto nel concorso generale individuale "virtuale" grazie a delle buone prove su tutti e quattro gli attrezzi: 14.550 al volteggio, 13.100 alle parallele asimmetriche, 14.400 alla trave e 14.100 al corpo libero.
L'11 aprile insieme a Vanessa Ferrari, Elisa Meneghini e Giorgia Campana viene convocata per partecipare ai Campionati europei di Mosca. Durante le qualificazioni compete solo a trave e corpo libero, entrando in finale rispettivamente col terzo (14.200) e sesto punteggio (13.800). Il 21 aprile, nell'ultima giornata di gara, esegue un buon esercizio nella finale alla trave (14.066) e si posiziona al quarto posto a 3 decimi dalla russa e prima riserva Anastasija Grišina che vince il bronzo. Nella finale al corpo libero migliora il suo punteggio di qualifica e finisce quinta (14.216).
A causa dell'esame di maturità Carlotta non partecipa, nel 2013, né ai campionati assoluti di Ancona né ai XVII Giochi del Mediterraneo.
Il 14 settembre partecipa al "Torneo Andrea Massucchi", incontro amichevole tra Italia e Germania, a Vigevano, con la squadra formata da Vanessa Ferrari, Elisa Meneghini, Alessia Leolini, Francesca Deagostini e Chiara Gandolfi; la gara è vinta dalla squadra azzurra. Carlotta inoltre si classifica seconda nella classifica generale individuale con 55,050 punti (14,300 a volteggio, 13,400 a parallele, 13,650 a trave e 13,700 a corpo libero), dietro solamente a Vanessa Ferrari (57,600).
Ad ottobre partecipa, con Vanessa Ferrari, Francesca Deagostini e Alessia Leolini ai Campionati del Mondo di Anversa. Il 2 ottobre, nella gara di qualificazione, gareggia su tutti e quattro gli attrezzi, ottenendo a trave 14, 216 punti, al volteggio 13,866, al corpo libero 13,466, alle parallele 13,400. Riesce così a qualificarsi alla finale del concorso completo individuale e alla finale di specialità a trave, rispettivamente con il quattordicesimo e il settimo punteggio, diventando così la quinta ginnasta nella storia dell'artistica femminile italiana a conquistare la partecipazione alla finale mondiale a trave. 
Il 4 ottobre, nella finale del concorso completo termina in undicesima posizione (volteggio: 14,333, trave: 14,100, corpo libero: 13,733, parallele: 13,233). Il 6 ottobre gareggia nella finale di specialità a trave: con 14,283 punti si colloca in quinta posizione, a mezzo decimo dalla medaglia di bronzo Simone Biles. A seguito della finale del concorso completo, in un'intervista rilasciata poco dopo la gara, la Ferlito affermò di aver suggerito alla sua compagna di squadra Vanessa Ferrari di dipingersi la faccia di nero per poter riuscire a vincere una competizione; tale esternazione (inizialmente ripresa e diffusa dai canali ufficiali della FGI) fu interpretata dalla federazione statunitense di ginnastica artistica come offensiva e razzista nei confronti dell'afroamericana Biles. La ginnasta catanese replicò scusandosi per essersi espressa in maniera avventata e affermando di non aver avuto intenti razzisti, mentre la Federazione emise un comunicato in cui affermava che la summenzionata dichiarazione era stata fraintesa, scusandosi al contempo per non averla censurata.
Il 30 novembre partecipa alla tappa di World Cup a Stoccarda. Conquista la sesta posizione con 54,199 punti (13,700 a volteggio; 13,700 a parallele, 13,566 a trave e 13,233 a corpo libero) nonostante un fastidio al polpaccio. Il 7 dicembre, nonostante il perdurare del problema al polpaccio, partecipa alla tappa di Glasgow: a volteggio ottiene 13,766 punti; alle parallele, a causa di qualche errore, ottiene un punteggio di 13,100; una caduta a trave (12,600) e una a corpo libero (12,400) compromettono la sua gara; con 51,866 punti termina la competizione in sesta posizione.

### 2014: American Cup; Golden League
Il 1º marzo 2014 partecipa alla XXXVIII American Cup; si classifica all'ultimo posto nel concorso individuale con 53,632 punti, penalizzata anche dal fatto di avere un D-score complessivo di 20.8, oltre che da una caduta alla trave e da un'uscita di pedana al corpo libero. Mantiene comunque la terza posizione provvisoria nella classifica di Coppa del mondo.
Ad aprile le viene imposto uno stop provvisorio dall'attività sportiva per problemi di salute (anemia ed un'infezione di mononucleosi e toxoplasmosi), per cui è costretta a saltare la tappa di Tokyo di Coppa del mondo, gli Europei di Sofia, e gli Assoluti di Ancona 2014.
Dopo quasi 6 mesi, torna a gareggiare nel settembre 2014, alla Golden League, nuovamente in prestito alla Ginnastica Artistica Lissonese. Contribuisce con il punteggio di 14.100 alla trave al secondo posto della GAL dietro solo alla Brixia Brescia. Si qualifica per la finale a trave che chiude al quarto posto con il punteggio di 14.300.
Viene invitata, per la seconda volta, al Memorial "Arthur Gander", del 29 ottobre a Chiasso, insieme a Ludovico Edalli. Esegue un buon salto al volteggio (13.800) ma, a causa di diversi errori durante l'esercizio alla trave, termina la gara all'ottavo posto. Nel mese di Novembre partecipa alla Massilia Cup a Marsiglia insieme a Giorgia Campana, Lara Mori, Sofia Bonistalli. L'Italia sale sul gradino più alto del podio lasciandosi alle spalle Russia e Belgio. La Ferlito ottiene alla trave il terzo posto provvisorio e la finale di specialità con 13,833 punti (terzo punteggio), alle parallele realizza 13,067, al volteggio un buon 13,767 e al corpo libero 13,033. Il giorno seguente conquista la medaglia di bronzo alle spalle della nipponica Ayu Koike e della padrona di casa Claire Martin.

### 2015: Jesolo, Europei, Assoluti e Mondiali di Glasgow
All'inizio dell'anno, Ferlito gareggia in serie A con la GAL Lissone. A marzo compete al Trofeo Città di Jesolo e si qualifica per la finale alla trave, dove vince il bronzo. Ad aprile partecipa ai Campionati Europei di Montpellier. Ottiene 13.866 al volteggio, 13.000 alle parallele, 14.058 alla trave e 13.400 al corpo libero, e pur piazzandosi tredicesima nella gara All Around non accede alla finale a causa della regola dei passaporti. Alla trave si piazza decima, mancando la qualificazione per poco più di un decimo; a seguito di tale risultato, sul suo account Twitter attaccò con linguaggio triviale la decisione dei giudici. Tale esternazione causò polemiche, a seguito delle quali la Ferlito cancellò il commento e si scusò.
A settembre la Ferlito partecipa con la GAL Lissone alla seconda edizione della Golden League. Ottiene 15.150 alla trave, 14.350 al corpo libero, 12.700 alle parallele e 14.450 al volteggio, vincendo con un totale di 56.650 l'oro nell'All Around e nella gara a squadre. Con il punteggio più alto della giornata si qualifica per la finale a trave, oltre che per quella al volteggio e al corpo libero. Il Direttore Tecnico Enrico Casella, però, decide di farla competere soltanto per le finali di trave, dove vince l'oro con 14.800 e volteggio.
Successivamente compete agli Assoluti di Torino dove conclude al quinto posto dopo una giornata di qualificazione tra alti e bassi. Dopo vari errori sia a parallele (12.400) che a trave (13.200) riesce a dare il meglio di sé a corpo libero (14.500) e a volteggio (14.300). Riesce a qualificarsi per le finali a trave e corpo libero dove arriva rispettivamente al primo (14.800) e al terzo posto (14.400).
Il 10 ottobre gareggia alla Novara Cup con la nazionale italiana. A seguito di buoni esercizi in tutti gli attrezzi (13.450 a parallele, 14.600 a trave, 14.000 a corpo libero e 14.250 a volteggio) contribuisce al secondo posto dell'Italia (dietro alla Romania) e a livello personale termina in seconda posizione dietro soltanto a Larisa Iordache.
Viene convocata dal DTNF Enrico Casella per partecipare ai Mondiali qualificanti di Glasgow insieme a Erika Fasana, Vanessa Ferrari, Lara Mori, Elisa Meneghini ed Enus Mariani.
Il 23 ottobre contribuisce alla qualificazione olimpica per la squadra Italiana che si piazza al quinto posto. Carlotta con dei buoni esercizi a parallele 13.233, trave 14.233, corpo libero 13.933 e volteggio 14.266. Individualmente si qualifica per la finale del concorso completo al diciassettesimo posto con un punteggio di 55.665 e rimane invece fuori dall'atto finale alla trave anche se nona a pari merito con l'ottava per la regola della peggiore esecuzione.
Il 27 ottobre compete nella finale a squadre dove con dei buoni esercizi a trave 14.300, corpo libero 14.033 e volteggio 14.466 contribuisce al settimo posto dell'Italia. Successivamente compete nella finale sul giro completo dove conclude al dodicesimo posto con dei buoni esercizi a trave 14.441, corpo libero 13.633, volteggio 14.066 e parallele 13.600.
Il 22 novembre partecipa al Grand Prix di Verona dove si esibisce alla trave unendo una parte sui 10 cm ad una parte coreografica a terra tutto accompagnato dalla musica del suo corpo libero.

### 2016: Serie A, American Cup, Trofeo di Jesolo e Assoluti
Il 13 febbraio 2016 partecipa alla prima tappa di serie A1 di Rimini per la GAL.
Contribuisce ad un buon secondo posto della squadra. Individualmente arriva al secondo posto virtuale nella classifica generale (56.500) riportando dei buoni punteggi a trave (14.350), corpo libero (14.400), volteggio (13.950) e parallele (13.800).
Per la seconda volta nella sua carriera, Carlotta è una delle otto ginnaste che prenderà parte all'American Cup, disputatasi il 5 marzo 2016 a Newark. In gara svolge due ottimi esercizi a trave (14.566) e corpo libero (14.266) ed esegue un avvitamento e mezzo al volteggio (14.100). Con i suoi punteggi, sia a trave che a corpo libero, Carlotta si posiziona al terzo posto della classifica virtuale, alle spalle solo della campionessa olimpionica Gabrielle Douglas e del bronzo mondiale al corpo libero Maggie Nichols. Cade però a parallele (12.666), terminando la gara al quinto posto con un complessivo 55.598, a un punto e mezzo dal podio.
Viene scelta dal Direttore Tecnico per partecipare al IX Trofeo Città di Jesolo, insieme alle compagne Tea Ugrin, Giorgia Campana, Enus Mariani, Alessia Leolini e Desiree Carofiglio. Il 19 marzo compete su tutti e quattro gli attrezzi, ottenendo 13.800 al corpo libero, 14.650 al volteggio, 13.750 a parallele e 14.100 a trave e contribuendo così al bronzo della squadra italiana, dietro Stati Uniti e Brasile. Individualmente, con il totale di 56.300 conclude all'ottavo posto della classifica all around, prima fra le italiane, qualificandosi per le finali a trave, corpo libero e volteggio del 20 marzo.
A causa della stanchezza fisica Carlotta decide però di prendere parte solo alla finale a trave, rinunciando alle altre due. Dopo aver svolto un bellissimo esercizio, cade sul collo svolgendo il doppio carpio d'uscita. Fortunatamente però Carlotta stessa, il giorno dopo la gara, fa sapere che l'esito della TAC è stato negativo e che ha subito un lieve infortunio alla caviglia. Decine gli auguri di pronta guarigione ricevuti dalla Ferlito sui vari social network, tra cui anche quelli di Alexandra Raisman e Larisa Iordache.
Dopo due mesi torna in campo gara con la finale dei campionati di serie A, gareggia solo a trave e parallele (una caduta per ogni attrezzo). Malgrado le cadute, Ferlito ha potuto testare gli esercizi prima degli Europei e delle Olimpiadi e prendere confidenza con gli attrezzi dopo l'incidente di Jesolo.
Insieme alle compagne Vanessa Ferrari e Erika Fasana non partecipa ai XXXI Campionati europei di ginnastica artistica femminile, tenutisi a Berna dal 1º al 5 giugno 2016, in modo da preservale in vista dell'appuntamento più importante della stagione: i Giochi della XXXI Olimpiade.
Il 9 luglio Carlotta partecipa ai Campionati Assoluti 2016 e ottenendo 14.600 al volteggio, 13.800 alle parallele, 14,650 alla trave e 14.900 al corpo libero (attrezzo in cui presenta per la prima volta il doppio teso come diagonale) vince la medaglia d'argento, dietro solo a Vanessa Ferrari, laureandosi così vicecampionessa italiana. Inoltre con i suoi punteggi si qualifica alle finali di specialità di trave, corpo libero e parallele asimmetriche, ma decide di prendere parte soltanto alla finale a trave, dove vince ancora una volta la medaglia d'oro, a pari merito con la sua compagna di squadra Elisa Meneghini.

#### Olimpiadi di Rio 2016
Il 10 luglio 2016 entra a far parte della squadra italiana che parteciperà ai Giochi della XXXI Olimpiade, insieme a Vanessa Ferrari, Erika Fasana, Elisa Meneghini e Martina Rizzelli.
Il 7 agosto, con la giornata di qualificazione femminile, inizia la sua seconda avventura olimpica. Compete in tutti e quattro gli attrezzi, svolgendo dei buoni esercizi a volteggio (14.300), attrezzo in cui Carlotta presenta per la prima volta in gara il doppio avvitamento, parallele (14.033) e corpo libero (14.033), mentre incappa, così come Vanessa Ferrari ed Erika Fasana, in una caduta alla trave (13.233), facendo sfumare la possibilità di partecipare alla finale a trave. Gli errori di troppo delle ragazze purtroppo contribuiscono a far qualificare la squadra italiana soltanto al decimo posto, con un totale di 169.396, mancando quindi la qualificazione alla finale a squadre. Individualmente, invece, con il punteggio complessivo di 55.599, Carlotta riesce a qualificarsi nella finale del concorso completo.
L'11 agosto la Ferlito compete nuovamente sui quattro attrezzi: comincia al corpo libero, ottenendo 14.125, poi passa al volteggio, dove la giuria valuta il suo doppio avvitamento 14.733. Successivamente svolge l'esercizio a parallele, che le frutta 14.100, il punteggio più alto che ha ottenuto in carriera su quest'attrezzo. Carlotta chiude la sua gara a trave, dove ottiene 14.000 a causa di qualche sbilanciamento di troppo, concludendo la gara al 12º posto con un complessivo di 56.958, a pochissima distanza dalla decima ginnasta Giulia Steingruber e migliorando il suo punteggio di circa un punto e mezzo rispetto alle qualifiche.

### 2017: Assoluti
Tornata a competere in occasione dei Campionati italiani assoluti di Perugia, ottiene 13.450 al corpo libero e 12.150 alla trave. Durante la finale al corpo libero conclude in settima posizione (12.900). 

### 2018: Serie A e Jesolo
Il 3 marzo gareggia durante la prima tappa del campionato di serie A ad Arezzo con la GAL, eseguendo solo l'esercizio alla trave e contribuendo al terzo posto della squadra dietro Bollate e Brixia Brescia. Il 14 aprile partecipa come individualista al Trofeo Città di Jesolo, dove gareggia a trave e corpo libero. Nel primo esercizio, dopo una caduta dalla serie acrobatica, ottiene 11.633 e al corpo libero, dopo due cadute e un'uscita di pedana, ottiene 11.633. Disputa poi anche la seconda tappa (a Milano) e l'ultima tappa (a Torino) della Serie A, durante quest'ultima gareggia a trave, corpo libero e volteggio, alzando il valore di partenza sui primi due attrezzi rispetto alle tappe precedenti e portando lo Yurchenko avvitato al volteggio. La GAL termina sul secondo gradino del podio nella classifica finale del Campionato. A luglio viene convocata per partecipare ai Campionati Assoluti di Riccione, a cui però non prende parte.

### 2019: Serie A e Universiadi
Anche nel 2019 partecipa alla serie A con la GAL insieme alle compagne di squadra con Alexia Angelini, Sofia Arosio, Lucrezia Salvadori e Stefania Tagliabue, gareggiando a trave e corpo libero.
A luglio viene convocata per la XXX Universiade a Napoli. Partecipa rappresentando l'Italia con Martina Rizzelli e Lara Mori, gareggiando in fase di qualificazione a volteggio (13,650) con uno Yurchenko con un avvitamento, alla trave (12,850) e al corpo libero (13,200), contribuisce al bronzo della squadra italiana, dietro al Giappone e alla Russia. Si qualifica inoltre per le finali a trave e corpo libero. Nella finale alla trave ottiene 12,400, classificandosi in quinta posizione; al corpo libero esegue un esercizio che le permette di ottenere la medaglia d'oro.

### Il ritiro e le accuse a allenatori e Federazione
A ottobre 2019 risulta come "ritirata" dalle tabelle della Federazione Internazionale di Ginnastica e di fatto non parteciperà più a nessuna competizione.
L'annuncio ufficiale arriva nel dicembre 2022 in un'intervista al programma televisivo Le Iene, in cui dichiara di aver subito nel corso della sua carriera, sia mentre si allenava in Sicilia sia dopo l'arrivo a Milano, violenze psicologiche e fisiche che l’avevano portata a soffrire di disturbi alimentari, svelando di aver denunciato alla Federazione gli abusi da parte dei tecnici (di cui non viene fatto il nome) già nel 2016, senza però ottenere l'avvio delle indagini e anzi ricevendo una querela per diffamazione. 

## Televisione e spettacolo

Firma di Carlotta Ferlito

Carlotta ha partecipato alle prime tre stagioni del docu-reality televisivo Ginnaste - Vite parallele, trasmesso da Mtv. La serie racconta le vicende di sette ginnaste che si allenano nel Centro Tecnico Federale di Via Ovada a Milano per prepararsi alle competizioni, tra tutte i Mondiali di Tokyo (prima stagione) e le Olimpiadi di Londra 2012 (seconda stagione), tra lunghi e faticosi allenamenti, gare internazionali, selezioni, amicizie e impegni scolastici.
Nel febbraio 2012 fa parte del corpo di ballo diretto dal coreografo Daniel Ezralow che balla la sigla iniziale della 62ª edizione del Festival di Sanremo, insieme a Francesca Deagostini e Ludovico Edalli. Da marzo è protagonista di uno spot Sky di avvicinamento alle Olimpiadi di Londra 2012. Lo stesso anno, diventa testimonial della Garnier, girando uno spot televisivo per il prodotto Garnier Pure 3 in 1.
Nel marzo 2013 viene scelta come madrina italiana dei Nickelodeon Kids' Choice Awards e conduce il programma Arrivano i Kids' Choice Awards sul canale Nickelodeon di Sky, insieme a Daniella Monet, star di Victorious. A maggio dello stesso anno diventa testimonial della AIRC per la consueta vendita delle azalee, e annuncia l'uscita del suo libro Cosa penso mentre volo. Vince agli MTV Awards la categoria Sport Hero sia nel 2013 che nel 2014.
Il 9 settembre diviene la nuova web testimonial di Tezenis, marchio di lingerie del gruppo Calzedonia, e il 9 ottobre 2013 esce il suo libro Cosa penso mentre volo, pubblicato dalla casa editrice Fabbri Editori, e il 13 maggio 2014 esce il suo secondo libro, Vola con me, pubblicato dalla stessa editrice.
A maggio 2014 diventa, insieme a Massimiliano Rosolino, Edwige Gwend e Alessandro Fabian, "Ambasciatrice" della campagna di McDonald's "Happy Meal Sport Camp", che ha come obiettivo quello di avvicinare i più giovani alla pratica sportiva e ad una corretta alimentazione. A giugno dello stesso anno diviene testimonial del gioco Tomodachi Life della Nintendo; vince poi per la seconda volta agli MTV Awards, nella categoria Sport Hero. Nel settembre 2015 inaugura il suo primo canale YouTube ufficiale, collaborando nei mesi successivi anche con youtuber noti al pubblico giovanile. Il 5 novembre esce il suo terzo libro Carlotta Style sempre pubblicato dalla casa editrice Fabbri Editori. Fa parte degli atleti Dao, insieme a celebri nomi come Alessandra Sensini, Flavia Pennetta, Tania Cagnotto, Leonardo Bonucci e Arianna Errigo. Dal 2015 è anche testimonial Nike e Pernigotti.
Nel 2016 diventa testimonial di Huawei. Technogym e Barilla, inoltre lancia la linea di body a suo marchio chiamata You can be a star.
Nello stesso anno entra a far parte del Team Young Italy di UnipolSai, insieme a Federica Pellegrini, Vincenzo Abbagnale, Fausto Desalu, Andrea Fondelli, Alessia Trost e Gregorio Paltrinieri. Attraverso una web serie online prodotta dalla stessa società vengono mostrati alcuni aspetti della vita sportiva e personale di questi sette giovani atleti italiani.
Nel 2018 è tra le concorrenti, in coppia con Frank Chamizo, della seconda edizione del talent show Dance Dance Dance, in onda su Fox Life e TV8.
Il 6 dicembre 2022 è ospite del programma televisivo Le Iene.

## Opere
- Cosa penso mentre volo. La trave, i cioccolatini, le Olimpiadi e altre cose… (Fabbri Editori, 2013)
- Carlotta style. Trucchi di bellezza, consigli di stile e altri segreti (Fabbri Editori, 2015) con S.Porta
- Vola con me. Il mio diario. (BUR, 2016)